# Lin Yanfen
Lin Yanfen (en chino: 林燕芬; Xinhui, 4 de enero de 1971) es una deportista china que compitió en bádminton, en la modalidad de dobles. Participó en los Juegos Olímpicos de Barcelona 1992, obteniendo una medalla de bronce en la prueba de dobles (junto con Yao Fen).

## Palmarés internacional
| Juegos Olímpicos | Juegos Olímpicos   | Juegos Olímpicos  | Juegos Olímpicos |
| Año              | Lugar              | Medalla           | Prueba           |
| ---------------- | ------------------ | ----------------- | ---------------- |
| 1992             | Barcelona (España) | Medalla de bronce | Dobles           |